# Huclier
Huclier is een gemeente in het Franse departement Pas-de-Calais (regio Hauts-de-France) en telt 118 inwoners (2009). De plaats maakt deel uit van het arrondissement Arras.

## Geografie
De oppervlakte van Huclier bedraagt 3,3 km², de bevolkingsdichtheid is dus 35,8 inwoners per km².
De onderstaande kaart toont de ligging van Huclier met de belangrijkste infrastructuur en aangrenzende gemeenten.

## Demografie
Onderstaande figuur toont het verloop van het inwonertal (bron: INSEE-tellingen).